# Алессандро Кампанья (ватерполіст)
Алессандро Кампанья (італ. Sandro Campagna, 26 червня 1963) — італійський ватерполіст.
Олімпійський чемпіон 1992 року, учасник 1988 (як гравець), 2004, 2008, 2012, 2016, 2020 років (як тренер).
Чемпіон світу з водних видів спорту 1994 року, призер 1986 року.